# Список делегатов XVII съезда ВКП(б)
XVII съезд ВКП(б) — высший партийный форум, который проходил в Москве 26 января—10 февраля 1934 года. На Съезде присутствовало 1966 делегатов, из них: 1227 с решающим голосом, 739 с совещательным голосом.

## Делегаты
| # А Б В Г Д Е Ё Ж З И К Л М Н О П Р С Т У Ф Х Ц Ч Ш Щ Э Ю Я |

## А
1. Аббасова, Фатьма Бимбуловна
2. Абдуллаев, Сейфулло
3. Абдуллин, Бари Абдулович
4. Абел, Вольдемар Иванович
5. Аболин, Анс Кристапович (Карлович)
6. Абрамов, Абрам Израилевич
7. Абрамов, Киям Алимбекович
8. Абрамов, Яков Константинович
9. Абрамян, Хорен Арутинович
10. Абуков, Батырбек Локманович
11. Абулян, Арменак Герасимович
12. Аваков, Армен Никитович
13. Авдеева, Екатерина Ильинична
14. Агаев, Зия
15. Агеев, Сергей Петрович
16. Агниашвили, Пётр Семёнович
17. Агранов, Яков Саулович
18. Агрба, Алексей Сергеевич
19. Адоратский, Владимир Викторович
20. Азарашвили, Павел Багратионович
21. Азаров, Максим Никитович
22. Азволинский, Акива Пинхасович
23. Айбабин, Муламетян
24. Акботин, Халит Саидгалиевич
25. Акивис, Моисей Исаакович
26. Акимов, Михаил Моисеевич
27. Акопов, Степан Егорович
28. Акопян, Сурен Петрович
29. Аксёнов, Николай Иванович
30. Аксёнов, Павел Васильевич
31. Акулинушкин, Павел Дмитриевич
32. Акулов, Иван Алексеевич
33. Александров, Савва Куприянович
34. Александрова, Мария Александровна
35. Алексеев, Александр Матвеевич
36. Алексеев, Иван Васильевич
37. Алексеев, Иван Иванович
38. Алексеев, Никита Алексеевич
39. Алексеев, Николай Николаевич
40. Алексеев, Пётр Алексеевич
41. Алиев, Джабир Амирулла оглы
42. Алиев, Ислам Садык оглы
43. Алкснис, Яков Иванович
44. Аматуни, Аматуни Семёнович
45. Амелин, Михаил Петрович
46. Амирханян, Шаварш Меграбович
47. Аммосов, Максим Кирович
48. Амосов, Алексей Мефодиевич
49. Амосов, Пётр Филиппович
50. Ангаретис, Зигмас Ионович
51. Ангаров, Алексей Иванович
52. Андреасян, Наполеон Васильевич
53. Андреев, Андрей Андреевич
54. Андреев, Иван Андреевич
55. Андреев, Никифор Васильевич
56. Андреев, Сергей Ильич
57. Андреев, Сергей Яковлевич
58. Андреев, Тимофей Андреевич
59. Андрей, Андрей Иванович
60. Андронников, Владимир Николаевич
61. Анесоглян, Геворк Сарибекович
62. Анохина, Вера Васильевна
63. Антипов, Николай Кириллович
64. Антипов, Фёдор Николаевич
65. Антонова, Парасковья Фёдоровна
66. Антонюк, Максим Антонович
67. Антюхин, Иван Фокиевич
68. Анцелович, Наум Маркович
69. Апанасенко, Иосиф Родионович
70. Аполоник, Адам Маркович
71. Апсе, Мартин Янович
72. Аронский, Эммануил Давыдович
73. Аронштам, Григорий Наумович
74. Ароцкер, Лев Исаакович
75. Артак, Авоич Стангоизянович
76. Артыков, Исраил
77. Артюхина, Александра Васильевна
78. Арутинов, Григорий Артемьевич
79. Арутюнов, Сергей Артемьевич
80. Арутюнянц, Пётр Георгиевич
81. Архарова, Евдокия Михайловна
82. Архипов, Василий Григорьевич
83. Архипова, Мария Степановна
84. Асаткин-Владимирский, Александр Николаевич
85. Асрибеков, Ерванд Михайлович
86. Асриев, Григорий Павлович
87. Атабаев, Кайгисыз Сердарович
88. Атаев, Батыр
89. Аустрин, Рудольф Иванович
90. Афанасьев, Николай Афанасьевич
91. Афанасьев, Степан Иванович
92. Афонин, Николай Тихонович
93. Африкантов, Валентин Иванович
94. Ахунд-заде, Джангир Салех оглы
95. Ахундов, Рухулла Али оглы
96. Ашкинадзе, Дарья Захаровна
97. Аэров, Владимир Борисович

## Б
1. Бабкин, Иван Иванович
2. Бабушкин, Натан Владимирович
3. Багиров, Мир Джафар Аббас оглы
4. Бадаев, Алексей Егорович
5. Байчурин, Гумер Гилязетдинович
6. Бак, Борис Аркадьевич
7. Бакрадзе, Валериан Минаевич
8. Баландин, Василий Михайлович
9. Балахнин, Сергей Михайлович
10. Балашов, Павел Семёнович
11. Балицкий, Всеволод Аполлонович
12. Бальян, Ваган Никитович
13. Бангайтис, Казимир Антонович
14. Банкович, Ян Мартынович
15. Баранова, Екатерина Петровна
16. Баранова, Татьяна Михайловна
17. Баринов, Михаил Васильевич
18. Барышев, Николай Иванович
19. Барябин, Сергей Иванович
20. Бастылёва, Лукерья Павловна
21. Баташов, Павел Васильевич
22. Батикян, Баграт Степанович
23. Бауман, Карл Янович
24. Баумфельд, Мирон Петрович
25. Бауэр, Яков Янович
26. Бегайло, Роман Александрович
27. Бедный, Демьян
28. Безручкин, Михаил Васильевич
29. Бейлин, Абрам Григорьевич
30. Беккер, Исаак Моисеевич
31. Бекмуратов, Рахмет
32. Беленький, Захар Моисеевич
33. Беленький, Марк Натанович
34. Беленький, Цалик Михайлович
35. Белицкий, Дмитрий Павлович
36. Белобородов, Константин Григорьевич
37. Белов, Анатолий Павлович
38. Белов, Иван Николаевич
39. Белов, Иван Панфилович
40. Белоцкий, Морис Львович
41. Белый, Семён Осипович
42. Бельский, Лев Николаевич
43. Бенек, Казимир Францевич
44. Бенкин, Самуил Иосифович
45. Бергавинов, Сергей Адамович
46. Бердников, Александр Иванович
47. Березин, Александр Иосифович
48. Берёзин, Кузьма Дмитриевич
49. Берёзин, Николай Сергеевич
50. Берёзкин, Марк Фёдорович
51. Берзин, Ян Карлович
52. Берия, Лаврентий Павлович
53. Берман, Борис Захарович
54. Берман, Матвей Давыдович
55. Бернатович, Антон Христофорович
56. Бидинский, Константин Иосифович
57. Билик, Павел Борисович
58. Бирина, Луиза Яновна
59. Бирман, Исаак Петрович
60. Бирн, Иоганн Генрихович
61. Бирюшов, Исмаил Мухаметджанович
62. Битте, Август Мартынович
63. Благонравов, Александр Иванович
64. Благонравов, Георгий Иванович
65. Блат, Иосиф Михайлович
66. Близниченко, Андрей Емельянович
67. Блошкин, Павел Фёдорович
68. Блуашвили, Николай Константинович
69. Блюмкин, Лазарь Абрамович
70. Блюхер, Василий Константинович
71. Боббе, Мица Юделевна
72. Бобков, Александр Алексеевич
73. Бобкова, Серафима Кирилловна
74. Бобровник, Александр Николаевич
75. Богатырёва, Евдокия Степановна
76. Богачёв, Георгий Семёнович
77. Богданов, Иван Анфимович
78. Богданов, Михаил Васильевич
79. Богданов, Николай Георгиевич
80. Богданов, Николай Николаевич
81. Богданов, Пётр Богданович
82. Богданов, Пётр Павлович
83. Богданова, Анна Ивановна
84. Богослов, Иван Ефремович
85. Богров, Пётр Григорьевич
86. Бодров, Андрей Михайлович
87. Боев, Павел Тимофеевич[1]
88. Бойцов, Дмитрий Павлович
89. Бойцов, Илья Георгиевич
90. Бокашёва, Ксения Матвеевна
91. Бокий, Глеб Иванович
92. Болдин, Иван Васильевич
93. Болотников, Николай Фёдорович
94. Болотовский, Иосиф Романович
95. Болтоносов, Александр Ефремович[1]
96. Бондаренко, Иван Петрович
97. Бондарь, Георгий Иосифович
98. Бондарь, Павел Андреевич[1]
99. Борисов, Борис Маркович
100. Борисов, Павел Семёнович
101. Борисов, Сергей Васильевич
102. Борева, Мирза Исаевна
103. Боровиченко, Василий Пименович
104. Бородаевский, Валентин Евгеньевич
105. Бородин, Василий Фёдорович
106. Бочаров, Леонид Иванович
107. Бошкатов, Гавриил Семёнович
108. Боярский, Яков Иосифович
109. Бравин, Яков Григорьевич
110. Брагинский, Григорий Наумович
111. Брандт, Карл Карлович
112. Брант, Георгий Ростиславович
113. Брегман, Соломон Леонтьевич
114. Брезе, Мартын Мартынович
115. Брикке, Семён Карлович
116. Брикульс, Пётр Викентьевич
117. Бричкин, Сергей Алексеевич
118. Бровцин, Николай Андреевич
119. Бродский, Яков Абрамович
120. Бройдо, Григорий Исаакович
121. Бронковский, Бронислав
122. Брук, Берта Еселевна[1]
123. Брускин, Александр Давыдович
124. Брыков, Александр Петрович
125. Брюханов, Николай Павлович
126. Буачидзе, Фёдор Моисеевич
127. Бубекин, Владимир Михайлович
128. Бубнов, Андрей Сергеевич
129. Бугров, Василий Алексеевич
130. Будённый, Семён Михайлович
131. Будный, Андрей Яковлевич
132. Будняк, Даниил Филиппович
133. Бузов, Максим Леонтьевич
134. Буйкис, Пётр Карлович
135. Букатый, Василий Людвигович
136. Буланов, Павел Петрович
137. Булат, Гурген Осипович
138. Булат, Иван Лазаревич
139. Булатов, Дмитрий Александрович
140. Булашев, Зинатулла Гизатович
141. Булганин, Николай Александрович
142. Булин, Антон Степанович
143. Булыга-Фадеев, Александр Александрович
144. Буров, Алексей Николаевич
145. Бурова, Анастасия Георгиевна
146. Буссе, Кристап Юргенович
147. Буткевич, Александр Яковлевич
148. Бухарин, Константин Иванович
149. Бушуев, Павел Иванович
150. Буянов, Виктор Андреевич
151. Быкин, Яков Борисович
152. Быков, Александр Дмитриевич
153. Бычков, Евграф Яковлевич

## В
1. Вайнер, Леонид Яковлевич
2. Вайнов, Антон Романович
3. Вайнштейн, Зимель Ильич
4. Вайшля, Иосиф Станиславович
5. Валкин, Ефим Маркович
6. Вальден, Иосиф Анатольевич
7. Ван Мин
8. Ваньян, Андрей Львович
9. Варга, Евгений Самуилович
10. Варданиан, Степан Христофорович
11. Варейкис, Иосиф Михайлович
12. Варейкис, Михаил Михайлович
13. Вартаньян, Амо Арменакович
14. Василенко, Марк Сергеевич
15. Васильев, Александр Васильевич
16. Васильев, Василий Васильевич
17. Васильев, Герасим Дмитриевич
18. Васильев, Иван Васильевич
19. Васильев, Илья Ананьевич
20. Васильев, Константин Ефимович
21. Васильев, Никита Степанович
22. Васильев, Степан Васильевич
23. Васильева, Екатерина Иосифовна
24. Василькин, Галей Хейрулович
25. Васильков, Григорий Семёнович
26. Васильковский, Кузьма Прохорович
27. Васькович, Исаак Наумович
28. Вахаев, Хаси Гайтукаевич
29. Вахламов, Александр Николаевич
30. Вацек, Иван Прокофьевич
31. Вдовин, Александр Ильич[2]
32. Вегер, Евгений Ильич
33. Вейнберг, Гавриил Давыдович
34. Вейсман, Меер Абрамович
35. Вейцер, Израиль Яковлевич
36. Векличев, Георгий Иванович
37. Великанов, Сергей Николаевич
38. Великов, Чары
39. Вент, Андрей Иванович
40. Верменичев, Иван Дмитриевич
41. Вермул, Моисей Борисович
42. Верстонов, Фёдор Иванович
43. Верховых, Василий Мефодиевич
44. Вершин, Иван Дормидонтович
45. Вершков, Пётр Афанасьевич
46. Веселовская, Таисия Алексеевна[2]
47. Ветрова, Надежда Васильевна[2]
48. Вещев, Сергей Павлович
49. Викснин, Симан Оттович
50. Виленский, Марк Григорьевич
51. Вильчинский, Николай Севастьянович
52. Виноградов, Иван Сергеевич
53. Винокуров, Александр Николаевич
54. Винокуров, Василий Васильевич
55. Витковский, Андрей Фёдорович
56. Владимиров, Владимир Борисович
57. Владимиров, Леонид Семёнович
58. Владимиров, Роман Владимирович
59. Владимирский, Михаил Фёдорович
60. Власов, Иван Васильевич
61. Власов, Павел Васильевич
62. Власова, Александра Лукьяновна[2]
63. Водовозенко, Фёдор Афанасьевич
64. Водянов, Георгий Иванович
65. Волков, Александр Васильевич
66. Волков, Алексей Алексеевич
67. Волков, Андрей Семёнович
68. Волков, Василий Леонтьевич
69. Волков, Гавриил Никитович[2]
70. Волков, Иван Макарович[2]
71. Волков, Иван Петрович
72. Волков, Максим Александрович
73. Волков, Нил Петрович
74. Волков, Пётр Яковлевич
75. Волков, Сергей Петрович
76. Воловик, Николай Евгеньевич
77. Володин, Василий Гаврилович
78. Володин, Сергей Алексеевич
79. Волошин, Лукьян Львович
80. Волцит, Вилли Семёнович
81. Вольский, Пётр Селиверстович
82. Вольфович, Моисей Абрамович
83. Воробьев, Иван Анисимович
84. Воробьев, Иван Георгиевич[2]
85. Воробьев, Кузьма Антонович
86. Воробьёв, Фёдор Парфёнович
87. Вороничев, Василий Николаевич[2]
88. Воронков, Гавриил Михайлович
89. Воронков, Макар Трофимович[2]
90. Воронова, Пелагея Яковлевна
91. Воропаев, Владимир Д.
92. Воропаев, Фёдор Григорьевич
93. Ворошилов, Климент Ефремович
94. Ворошилов, Тимофей Романович
95. Вотинов, Николай Михайлович
96. Врублевский, Пётр Яковлевич
97. Всеволодов, Иван Григорьевич
98. Выростков, Иван Алексеевич
99. Высочин, П. Д.
100. Высочиненко, Семён Дмитриевич
101. Вышинский, Андрей Януарьевич
102. Вышинский, Станислав Иванович
103. Вяткин, Александр Алексеевич

## Г
1. Габданк, Константин Антонович
2. Гавриленко, Владимир Андреевич
3. Гаврилов, Иван Андреевич
4. Гаврилова, Анастасия Михайловна
5. Гаврилова, Мария Григорьевна
6. Гайдар, Иван Павлович
7. Гайстер, Арон Израилевич
8. Галаган, Антонина Васильевна
9. Галин, Гумер Халилович
10. Галоян, Агаси Князьевич
11. Гамарник, Ян Борисович
12. Гантман, Вениамин Романович
13. Гаппоев, Николай Акимович
14. Гаранин, Захар Тихонович
15. Гарин, Владимир Николаевич
16. Гарин, Георгий Иванович
17. Гарин, Михаил Давыдович
18. Гарифов, Карим
19. Гарькавый, Илья Иванович
20. Гей, Константин Вениаминович
21. Геккерт, Фриц
22. Геласимов, Александр Николаевич
23. Геммервердт, Матвей Исаевич
24. Гендельман, Израиль Исаакович
25. Генкин, Максим Исаевич
26. Георгобиани, Георгий Иванович
27. Герасимов, Александр Владимирович
28. Гермониус, Вадим Эдуардович
29. Герценберг, Константин Рудольфович
30. Герцович, Лев Борисович
31. Герчиков, Михаил Григорьевич
32. Геурков, Артемий Григорьевич
33. Гехтман, Иосиф Юрьевич
34. Гикало, Николай Фёдорович
35. Гинзбург, Семён Захарович
36. Гладков, Иван Васильевич
37. Гладышев, Николай Яковлевич
38. Глебов-Авилов, Николай Павлович
39. Глейм, Александр Яковлевич
40. Глинский, Лев Ильич
41. Глинский, Николай Алексеевич[2]
42. Глухов, Иван Кузьмич
43. Гнедин, Герасим Георгиевич
44. Гнилякевич, Михаил Павлович
45. Гнусин, Исидор Андреевич
46. Гобечия, Михаил Алексеевич
47. Говорухин, Трофим Кириллович
48. Гоглидзе, Сергей Арсеньевич
49. Годлина, Елизавета Матвеевна
50. Гойдзь, Иван Мартынович
51. Голованов, Александр Ильич
52. Голованов, Фёдор Фёдорович
53. Головаш, Михаил Иванович
54. Головин, Василий Фёдорович
55. Головкин, Василий Григорьевич
56. Головко, Фёдор Григорьевич
57. Голод, Наум Павлович
58. Голодед, Николай Матвеевич
59. Голощекин, Филипп Исаевич
60. Голуб, Фёдор Яковлевич
61. Голубев, Николай Афанасьевич
62. Голубятников, Михаил Данилович
63. Голышев, Александр Яковлевич
64. Гольвек, Юлий Янович
65. Гольдин, Яков Григорьевич
66. Гольдич, Лев Ефимович
67. Гольхов, Борис Соломонович
68. Гончаров, К. Г.
69. Гопнер, Серафима Ильинична
70. Горбачев, Иван Ильич
71. Горбачева, Мария Васильевна
72. Горбульский, Соломон Евсеевич
73. Горбунов, Андрей Алексеевич
74. Горбунов, Пётр Максимович
75. Гордиенко, Н. И.
76. Гордяков, Николай Петрович
77. Горева, Ефросинья Георгиевна
78. Горин, Павел Осипович
79. Горкин, Александр Фёдорович
80. Горст, Христиан Христианович
81. Горчаев, Михаил Дмитриевич
82. Горчханов, Али Исаевич
83. Горшенин, Павел Сидорович
84. Горшин, Иосиф Борисович
85. Горячев, Михаил Иванович
86. Грановский, Михаил Александрович
87. Грачёв, Алексей Петрович
88. Грачёв, Михаил Николаевич
89. Грачёва, Дарья Семёновна
90. Гречина, Варвара Петровна
91. Грибов, Александр Иванович
92. Григоренко, Сергей Николаевич
93. Григорьев, Всеволод Константинович
94. Григорьев, Пётр Петрович
95. Григорьева, Мария Ефимовна
96. Григорьева, Матрёна Петровна
97. Григорьян, Ваган Григорьевич
98. Гринберг, Борис Яковлевич
99. Гринько, Григорий Фёдорович
100. Гричманов, Алексей Петрович
101. Гришаев, Пётр Григорьевич
102. Гришин, Александр Сергеевич
103. Гришкан, Михаил Савельевич
104. Громова, Таисия Александровна
105. Гронский, Иван Михайлович
106. Гроссман, Владимир Яковлевич
107. Гроссман, Мирон Борисович
108. Грубер, Лазарь Яковлевич
109. Грузель, Вацлав Петрович
110. Грядинский, Фёдор Павлович
111. Грязев, Иван Яковлевич
112. Губенко, Исаак Осипович
113. Губерман, Семён Емельянович
114. Гугин, Григорий Иванович
115. Гудков, Дмитрий Сергеевич
116. Гузенко, Павел Дмитриевич
117. Гуревич, Александр Иосифович
118. Гуревич, Давид Савельевич
119. Гуревич, Израиль Мануилович
120. Гурин, Евгений Иванович
121. Гурович, Эдуард Яковлевич
122. Гусев, Александр Дмитриевич
123. Гусев, Анатолий Николаевич
124. Гусева, Елена Ивановна
125. Гуткин, Владимир Борисович
126. Гюллинг, Эдвард Александрович
127. Гюллюджинский, Салех Теймур оглы

## Д
1. Давидсон, Роман Елизаветович
2. Дагин, Израиль Яковлевич
3. Дайн, Соломон Абрамович
4. Данилевская, Мария Владимировна
5. Двинский, Борис Александрович
6. Дволайцкий, Шефтель Моисеевич
7. Дегтярёв, Леонид Сергеевич
8. Демирчян, Рачья Аршакович
9. Демичев, Михаил Афанасьевич
10. Демиховский, Давид Вениаминович
11. Демченко, Николай Нестерович
12. Денгель, Филипп
13. Денисов, Родион Григорьевич
14. Десятков, Михаил Степанович
15. Дещенко, П. П.
16. Джаманов, Умбет
17. Джапаридзе, Варвара Михайловна
18. Джафаров, Гамит Джабар оглы
19. Джугели, Семён Пилатович
20. Диджус, Альфред Иванович
21. Дирик, Кристиан Янович
22. Дискантов, Александр Григорьевич
23. Дитюк, Степан Ефимович
24. Доброва, Софья Александровна
25. Добровольский, Виктор Петрович
26. Добрынин, Иван Карпович
27. Довлетбаев, Сахиб Г.
28. Догадов, Александр Иванович
29. Додукало, Яков Акимович
30. Долганов, Иван Максимович
31. Долгань, М. А.
32. Долгополов, Евгений Фёдорович
33. Долецкий, Яков Генрихович
34. Домбровский, Вячеслав Ромуальдович
35. Доненко, Николай Ефимович
36. Донцов, Григорий Евсеевич
37. Дорофеев, Павел Фёдорович
38. Досин, Александр Иванович
39. Досов, Абилкаир Искакович
40. Доулибаев, Ахмет Дакенович
41. Доценко, Иван Сергеевич
42. Дракохруст, Абрам Генрихович
43. Дридзо, Соломон Абрамович
44. Дризул, Арвид Янович
45. Дрожжин, Иван Васильевич
46. Дроздов, Степан Нестерович
47. Дружинин, Михаил Сергеевич
48. Дружинин, Фёдор Аполлинарьевич
49. Дружинина, Пелагея Александровна
50. Друян, Виталий Абрамович
51. Друян, Семён Семёнович
52. Дрыга, Д. П.
53. Дубинин, Фёдор Иванович
54. Дубов, Иван Васильевич
55. Дубовой, Иван Наумович
56. Дубына, Теодор Михайлович
57. Дукельский, Семён Семёнович
58. Дыбенко, Павел Ефимович
59. Дьяконов, Сергей Сергеевич

## Е
1. Евгеньев, Евгений Яковлевич
2. Евдокимов, Ефим Георгиевич
3. Евреинов, Николай Николаевич
4. Евсеев, Андрей Григорьевич
5. Евсеев, Мефодий Семёнович[3]
6. Евстигнеев, Сергей Иосифович
7. Егоров, Александр Григорьевич
8. Егоров, Александр Ильич
9. Егоров, Алексей Егорович
10. Егоров, Василий Георгиевич
11. Егоров, Николай Васильевич
12. Егоров, Яков Георгиевич
13. Егорова, М. М.
14. Егорова-Лепинь, Евгения Николаевна
15. Ежов, Николай Иванович
16. Еленин, Василий Алексеевич
17. Елин, Марк Львович
18. Емельянов, Давид Исаакович
19. Емельянов, Николай Емельянович
20. Емельянов, Николай Семёнович
21. Енов-Ходорковский, Иона Самойлович
22. Енукидзе, Авель Сафронович
23. Епанечников, Дмитрий Семёнович
24. Ербанов, Михей Николаевич
25. Еремеев, Георгий Яковлевич
26. Еремёнко, Прокофий Николаевич
27. Ерёмин, Иван Глебович
28. Ермолаев, Дмитрий Алексеевич
29. Ермоленко, Афанасий Максимович
30. Ермолов, Даниил Викторович
31. Ерогов, Михаил Семёнович
32. Ерофицкий, Константин Михайлович
33. Есаян, Арсен Седракович
34. Есенин, Михаил Григорьевич
35. Ессяк, Пётр Филиппович
36. Ефименко, Иван Трофимович
37. Ефименко, П. И.
38. Ефимов, Фёдор Филиппович
39. Ефремов, Михаил Григорьевич

## Ж
1. Жвания, Исаак Ефтимович
2. Жданов, Андрей Александрович
3. Жданович, Сергей Николаевич
4. Жебровский, Вацлав Юльевич
5. Жезлов, Яков Сергеевич
6. Жибров, Сергей Иванович
7. Жолудов, Аарон Давыдович
8. Жоржоладзе, Илья Васильевич
9. Жуков, Александр Васильевич
10. Жуков, Иван Павлович
11. Жуков, Михаил Евдокимович
12. Журавлёв, Иван Герасимович
13. Журавлёв, Николай Сергеевич
14. Журбенко, Иван Лукич
15. Журин, Дмитрий Осипович
16. Жучаев, Дмитрий Алексеевич
17. Жучков, Сергей Михайлович[4]

## З
1. Загорская, Александра Павловна
2. Зайцев, Григорий Андреевич
3. Зайцев, Максимилиан Васильевич
4. Зайцев, Павел Ефремович
5. Зайцев, Степан Иванович
6. Зайцев, Фёдор Иванович
7. Заковский, Леонид Михайлович
8. Закопайло, П. В.
9. Залин, Лев Борисович
10. Зангвиль, Зиновий Григорьевич
11. Запорожец, Иван Васильевич
12. Заржицкий, Григорий Григорьевич
13. Зарин, Роберт Петрович
14. Заславский, Пётр Савельевич
15. Засыпкина, Вера Петровна
16. Затонский, Владимир Петрович
17. Захаров, Степан Степанович
18. Зашибаев, Александр Сергеевич
19. Звонцёв, Михаил Иванович
20. Зеленский, Исаак Абрамович
21. Зеленский, Тимофей Петрович
22. Зеликман, Наум Петрович
23. Зеликов, Александр Владимирович
24. Землячка, Розалия Самойловна
25. Зенкевич, Фома Филиппович
26. Зернов, Михаил Николаевич
27. Зимин, Мирон Исаакович
28. Зимин, Николай Николаевич
29. Зиненко, Николай Григорьевич
30. Зиновьев, Григорий Алексеевич
31. Зирнис, Ян Петрович
32. Злобин, Анатолий Николаевич
33. Зобнина, Елена Сергеевна
34. Золотухин, Валентин Васильевич
35. Зорин, Захар Евдокимович
36. Зубов, Алексей Ильич
37. Зыкунов, Иван Павлович
38. Зюльков, Фёдор Иванович

## И
1. Иванов, Абрам Миронович
2. Иванов, Александр Александрович
3. Иванов, Александр Михайлович
4. Иванов, Василий Иванович
5. Иванов, Василий Тимофеевич
6. Иванов, Владимир Иванович
7. Иванов, Георгий Васильевич
8. Иванов, Григорий Алексеевич
9. Иванов, Григорий Ильич
10. Иванов, Дмитрий Иванович
11. Иванов, Иван Александрович
12. Иванов, Иван Алексеевич
13. Иванов, Иван Васильевич
14. Иванов, Иван Иванович
15. Иванов, Иван Осипович
16. Иванов, Иван Ульянович
17. Иванов, Михаил Дмитриевич
18. Иванов, Никита Александрович[4]
19. Иванов, Николай Геннадьевич
20. Иванов, Николай Иванович
21. Иванов, Панфил Ефимович
22. Иванов, Павел Павлович
23. Иванов, Пётр Спиридонович
24. Иванов, Семён Ерофеевич
25. Иванов, Семён Семёнович
26. Иванов, Сергей Михайлович
27. Иванов, Фёдор Иванович
28. Иванов, Филипп Николаевич
29. Иванов-Кавказский, Владимир Георгиевич
30. Иванова, Варвара Васильевна
31. Иванченко, Афанасий Харитонович
32. Иванченко, Яков Павлович
33. Ивницкий, Лука Васильевич
34. Ивушкин, Николай Борисович
35. Игнат, Самуил Иосифович
36. Иевлев, Филипп Родионович
37. Измайлов, Сабир Измайлович[5]
38. Иконников, Николай Дмитриевич
39. Икрамов, Акмаль Икрамович
40. Икрамов, Максум
41. Илгач, Станислав Викентьевич
42. Ильевская, Прасковья Ионовна
43. Ильин, Илья Львович
44. Ильин, Михаил Александрович
45. Ильин, Никифор Ильич
46. Ильина, Аграфина Ильинична
47. Ильинский, Илья Маркович
48. Индейкин, Семён Фёдорович
49. Ионас, Яков Индрикович
50. Ионов, Александр Иванович
51. Иппо, Борис Михайлович
52. Ипполитов, Владимир Алексеевич
53. Ирклис, Пётр Андреевич
54. Ирматов, Мухитдин
55. Ирназарова, Бодриниса Мухамедовна
56. Иршметов, Юлдаш
57. Исаев, Иван Васильевич
58. Исаев, Матвей Алексеевич
59. Исаев, Павел Андреевич
60. Исаев, Ураз Джанзакович
61. Исакеев, Баялы Дикамбаевич
62. Исаков, Афанасий Тимофеевич
63. Исаков, Иван Васильевич
64. Исанчурин, Ахмет Ресмухаметович
65. Исин, Абоукеш
66. Искандеров, Абдрахман Идрисович
67. Искров, Пётр Христович
68. Исмаилов, Ибрагим
69. Исраилян, Ама
70. Исхаков, Гани
71. Ишханов-Жуков, Сергей Михайлович

## К
1. Кабаков, Иван Дмитриевич
2. Каганович, Лазарь Моисеевич
3. Каганович, Михаил Моисеевич
4. Каганович, Юлий Моисеевич
5. Казарновский, Абрам Савельевич
6. Кактынь, Артур Мартынович
7. Калачёв, Владимир Родионович
8. Калашников, Виктор Аполлонович
9. Калашников, Михаил Иванович
10. Калашникова, Парасковья Петровна
11. Калинин, Михаил Иванович
12. Калинин, Фёдор Иванович
13. Калманович, Моисей Иосифович
14. Калмыков, Бетал Эдыкович
15. Калнин, Август Янович
16. Калыгина, Анна Степановна
17. Кальван, Иосиф Иванович
18. Каля, Александр Янович
19. Каменев, Константин Михайлович
20. Каменев, Сергей Сергеевич
21. Каменский, Илья Ильич
22. Каминский, Григорий Наумович
23. Кан Син
24. Кантарович, Соломон Ильич
25. Кантуганов, Газиз Аюпович
26. Капелинский, Илья Юрьевич
27. Каплан, Ефим Борисович
28. Караваев, Пётр Николаевич
29. Каравай, Михаил Михайлович
30. Карасик, Илья Иосифович
31. Каратунов, Степан Фёдорович
32. Карахан, Лев Михайлович
33. Кариб, Георгий Маркарович
34. Каримов, Абдулла
35. Карклин, Фриц Иванович
36. Каркозов, Иван Степанович
37. Карлик, Александр Исаевич
38. Карпицкая, Анна Яковлевна
39. Карпов, Александр Иванович
40. Карпов, Виктор Зиновьевич
41. Карпов, Дмитрий Алексеевич
42. Карпова, Мария Александровна
43. Карташёв, Константин Кириллович
44. Картошкина, Александра Семёновна
45. Картуков, Александр Семёнович
46. Касиванов, Иван Тимофеевич
47. Касименко, Владимир Александрович
48. Касимов, Юсуф Ибад оглы
49. Каспаров, Авак Семёнович
50. Каспарова, Мария Сергеевна
51. Касумов, Ядулла
52. Катальников, Яков Алексеевич
53. Кахаров, Малик Вахидович
54. Кахиани, Михаил Иванович
55. Кац, Моисей Исаакович
56. Кацнельсон, Зиновий Борисович
57. Квиринг, Эммануил Ионович
58. Квятек, Казимир Францевич
59. Кекелия, Амберкий Михайлович
60. Келарёв, Николай Михайлович
61. Келлер, Лев Степанович
62. Керженцев, Платон Михайлович
63. Керимов, Амир
64. Киладзе, Давид Семёнович
65. Киллерог, Михаил Маркович
66. Ким, Андрей Абрамович
67. Ким, Михаил Михайлович
68. Кин, Давид Яковлевич
69. Кинжалов, Фёдор Николаевич
70. Киппер, Макс Наумович
71. Кирилкин, Иван Тарасович
72. Кириллов, Василий Ильич
73. Киров, Сергей Миронович
74. Кирсанов, Павел Александрович
75. Киршон, Владимир Михайлович
76. Кирьянова, Екатерина Афанасьевна
77. Киселёв, Алексей Семёнович
78. Киселёв, Андрей Дмитриевич
79. Киселёв, Аркадий Леонтьевич
80. Киселёв, Иван Андреевич
81. Киселёв, Иван Иванович
82. Киселёв, Михаил Степанович
83. Кисельников, Григорий Константинович
84. Кисис, Роберт Янович
85. Клейменов, Александр Петрович
86. Клейнер, Израиль Михайлович
87. Клейновский, Иван Осипович
88. Клементьев, Василий Михайлович
89. Кленин, Григорий Михайлович
90. Клигерман, Владимир Константинович
91. Клименко, Григорий Филиппович
92. Клименко, Иван Евдокимович
93. Климкин, Иван Дмитриевич
94. Климович, Фёдор Демидович
95. Клинков, Николай Владимирович
96. Клиновский, Дмитрий Степанович
97. Клюев, Павел Николаевич
98. Клютко, Анатолий Иванович
99. Клявс-Клявин, Александр Яковлевич
100. Кнорин, Вильгельм Георгиевич
101. Княжин, Альберт Абрамович
102. Князев, К. А.
103. Кобычев, Иван Никитович
104. Ковалёв, Кузьма Иванович
105. Ковалёв, Леонид Иванович
106. Ковалёв, Максим Иванович
107. Ковалёв, Пётр Филиппович
108. Коваленко, Алексей Сергеевич
109. Коваленко, Анна Федотовна
110. Коваль, Ксенофонтий Фёдорович
111. Ковальчук, Захар Захарович
112. Ковардин, Михаил Дмитриевич
113. Ковера-Чарый, Василий Прохорович
114. Ковшёв, Александр Ефимович
115. Коган, Евгения Соломоновна
116. Кодацкий, Иван Фёдорович
117. Кожанов, Иван Кузьмич
118. Кожевников, Иван Фёдорович
119. Кожевников, Сергей Борисович
120. Козиков, Андрей Яковлевич
121. Козиков, Семён Александрович
122. Козин, Иван Фёдорович
123. Козлов, Александр Борисович
124. Козлов, Алексей Ефремович
125. Козлов, Василий Никитович
126. Козлов, Григорий Андреевич
127. Козлов, Иван Иванович
128. Козлов, Николай Кузьмич
129. Кокаев, Василий Николаевич
130. Кокарев, Фёдор Васильевич
131. Кокин, Григорий Николаевич
132. Коковихин, Михаил Николаевич
133. Кокорин, Александр Яковлевич
134. Коларов, Василий Петрович
135. Колдобский, Михаил Михайлович
136. Колёсов, Николай Андреевич
137. Колосов, Николай Сергеевич
138. Колотилин, Николай Гаврилович
139. Колотилов, Николай Николаевич
140. Колтун, Анатолий Моисеевич
141. Комаров, Василий Александрович
142. Комаров, Николай Павлович
143. Кон, Феликс Яковлевич
144. Кондрашёва, Варвара Васильевна
145. Кондрук, Поликарп Тимофеевич
146. Коник, Дмитрий Юдович
147. Кононов, Александр Гаврилович
148. Кононов, Д. С.
149. Константинова, Александра Саватьевна
150. Конторин, Дмитрий Алексеевич
151. Копп, Илья Михайлович
152. Копылов, Михаил Михайлович
153. Копьев, Андрей Константинович
154. Корк, Август Иванович
155. Корнилов, Александр Викторович
156. Корнюшин, Фёдор Данилович
157. Коробченко, Александр Стратонович
158. Королёв, Георгий Никитович
159. Королёв, Павел Николаевич
160. Коростелёв, Константин Фёдорович
161. Коротков, Иван Иванович
162. Коротченко, Демьян Сергеевич
163. Корсавели, Фёдор Александрович
164. Корсунов, Иван Николаевич
165. Корытный, Леонид Захарович
166. Корытный, Семён Захарович
167. Косарёв, Александр Васильевич
168. Косенок, Г. С.
169. Косиор, Станислав Викентьевич
170. Косов, Максим Фёдорович
171. Косой, Моисей Данилович
172. Косокин, Куприян Кириллович
173. Костанян, Айказ Аркадьевич
174. Костеловская, Мария Михайловна
175. Костенко, Иван Акимович
176. Костюков, Константин Фёдорович
177. Костюнин, Михаил Фёдорович
178. Косьмин-Ужвий, Евгений Михайлович
179. Котляр, Соломон Осипович
180. Коцюбинский, Юрий Михайлович
181. Кочинов, Василий Алексеевич
182. Кочкарёв, Григорий Ларионович
183. Краваль, Иван Адамович
184. Кравцов, Иван Александрович
185. Краевский, Борис Израилевич
186. Краевский, Иосиф Эварестович
187. Крайз, Исаак Григорьевич
188. Крамаренко, Алексей Никифорович
189. Красиков, Пётр Ананьевич
190. Красницкий, Иосиф Михайлович
191. Красовский, Александр Станиславович
192. Крестинский, Николай Николаевич
193. Кржижановский, Глеб Максимилианович
194. Кривихин, Василий Николаевич
195. Кривицкий, Илья Онуфриевич
196. Кривов, Тимофей Степанович
197. Криворучко, Николай Николаевич
198. Криницкий, Александр Иванович
199. Кронберг, Ян Янович
200. Кропачёв, Иван Ионович
201. Кругликов, Соломон Лазаревич
202. Круль, Генрих Игнатьевич
203. Крумин, Гаральд Иванович
204. Крупская, Надежда Константиновна
205. Крыленко, Николай Васильевич
206. Крылов, Николай Петрович
207. Крымский, Давид Моисеевич
208. Крюков, Пётр Васильевич
209. Крючков, Николай Лазаревич
210. Кубасов, Борис Васильевич
211. Кубяк, Николай Афанасьевич
212. Куделли, Прасковья Францевна
213. Кудрявцев, Николай Иванович
214. Кудрявцев, Сергей Александрович
215. Кудрявцев, Сергей Андреевич
216. Кудрявцев, Сергей Георгиевич
217. Кудряшёв, Иван Матвеевич
218. Кужело, Эрнест Францевич
219. Кузнецов, Дмитрий Захарович
220. Кузнецов, Леонид Петрович
221. Кузнецов, Михаил Васильевич
222. Кузнецов, Никита Ильич
223. Кузнецов, Николай Семёнович
224. Кузнецов, Фёдор Петрович
225. Кузнецова, Екатерина Васильевна
226. Кузьменко, Василий Денисович
227. Кузьмин, Михаил Иванович
228. Куйбышев, Валериан Владимирович
229. Куйбышев, Николай Владимирович
230. Куколев, Григорий Григорьевич
231. Кулагин, Иосиф Михайлович
232. Кулаков, Владимир Алексеевич
233. Кулешов, Михаил Степанович
234. Кулиев, Карры
235. Кулик, Венедикт Павлович
236. Кулик, Григорий Иванович
237. Куликов, Никон Иванович
238. Куль, Григорий Михайлович
239. Кульбацкая, Анна Васильевна
240. Кульков, Михаил Максимович
241. Кульпе, Ян Карлович
242. Кульпин, Алексей Иванович
243. Кун, Бела Морисович
244. Купров, Василий Георгиевич
245. Куравский, Саул Зиновьевич
246. Курганов, Александр Яковлевич
247. Кургинян, Нагапет Карапетрович
248. Курицын, Василий Иванович
249. Куркина, Мария Николаевна
250. Курков, Владимир Сергеевич
251. Курнаев, Пётр Петрович
252. Курников, Иван Иванович
253. Курсин, Степан Антонович
254. Курулов, Георгий Даргиевич
255. Куусинен, Отто Вильгельмович
256. Кухалейшвили, Севериан Илларионович
257. Кухаренко, Павел Владимирович
258. Кучеров, Григорий Иванович
259. Кучмин, Иван Фёдорович
260. Кушнарёв, Михаил Аврелович
261. Кушнаренко, Иван Ильич

## Л
1. Ладария, Владимир Константинович
2. Лазарев, Василий Никифорович
3. Лазуркина, Дора Абрамовна
4. Лакоба, Нестор Аполлонович
5. Лапидус, Иосиф Борисович
6. Лапидус, Иосиф Владимирович
7. Лапитько, М. П.
8. Ларин, Виталий Филиппович
9. Ларичев, Александр Иванович
10. Ларцев, Михаил Сергеевич
11. Лебедь, Дмитрий Захарович
12. Левандовский, Михаил Карлович
13. Левин, Александр Андреевич
14. Левинзон, Михаил Львович
15. Левитин, Александр Савельевич
16. Левитин, Ефроим Яковлевич
17. Левиц, Карл Иванович
18. Левицкий, Алексей Михайлович
19. Левкович, Мария Остаповна
20. Левченко, Николай Иванович
21. Легконравов, Павел Константинович
22. Лежава, Андрей Матвеевич
23. Лейбензон, Марк Львович
24. Лейзер, Иван Иванович
25. Лейканд, Абрам Ильич
26. Лейн, Анна Давидовна
27. Лекомцев, Андрей Васильевич
28. Лексаченко, Михаил Кузьмич
29. Ленгник, Фридрих Вильгельмович
30. Леонов, Фёдор Григорьевич
31. Леонтьев, Михаил Леонтьевич
32. Леонюк, Фома Акимович
33. Лепа, Альфред Карлович
34. Лепешинский, Пантелеймон Николаевич
35. Лепин, Андрей Генрихович
36. Леплевский, Израиль Моисеевич
37. Лескова, Валентина Павловна
38. Лещинер, Ефим Давидович
39. Лещинский, Павел Донатович
40. Ливадных, Анна Дмитриевна
41. Лившиц, Яков Абрамович
42. Лисицын, Николай Васильевич
43. Листовский, Пётр Петрович
44. Лисянский, Иван Емельянович
45. Литвин, Михаил Иосифович
46. Литвинов, Максим Максимович
47. Литтенбранд, Алексей Иванович
48. Лихачёв, Иван Алексеевич
49. Лобов, Семён Семёнович
50. Ловин, Казимир Петрович
51. Логановский, Мечислав Антонович
52. Локшин, Леон Маркович
53. Ломидзе, Лука Михайлович[6]
54. Ломинадзе, Виссарион Виссарионович
55. Ломов, Георгий Ипполитович
56. Лопшаков, Иринарх Ефимович
57. Лордкипанидзе, Тите Илларионович
58. Лукин, Михаил Фёдорович
59. Лукьянов, Дмитрий Дмитриевич
60. Лутовинов, Николай Петрович
61. Луценко, Григорий Григорьевич
62. Луцкий, Вениамин Моисеевич
63. Лычёв, Иван Акимович
64. Львов, Максим Кириллович
65. Любарский, Лев Яковлевич
66. Любасов, Фёдор Ильич
67. Любимов, Исидор Евстигнеевич
68. Любченко, Панас Петрович
69. Ляксуткин, Фёдор Филиппович
70. Ляпин, Зиновий Фёдорович
71. Ляшенко, Иван Иванович
72. Ляшенко, Фёдор Андреевич

## М
1. Магидов, Борис Иосифович
2. Мазер, Пётр Иванович
3. Майоров, Михаил Моисеевич
4. Майорова, Аграфена Павловна
5. Макар, Алексей Григорьевич
6. Макаров, Василий Николаевич
7. Макаров, Иван Гаврилович
8. Макаров, Иван Дмитриевич
9. Макаров, Михаил Степанович[6]
10. Макаров, Пётр Иванович
11. Макаров, Пётр Фёдорович
12. Макаров, Тимофей Георгиевич
13. Макаровский, Моисей Григорьевич
14. Макарьев, Иван Сергеевич
15. Макеев, Ефим Григорьевич
16. Максимеладзе, Станислав Иосифович
17. Максимов, Митрофан Тимофеевич
18. Максимов, Пётр Андреевич
19. Малания, Григорий Виссарионович
20. Маленков, Георгий Максимилианович
21. Малинов, Михаил Маркович
22. Малышев, Михаил Фёдорович
23. Мальцев, Михаил Владимирович
24. Мальцев, Николай Владимирович
25. Мальцов, Иван Семёнович
26. Мамаев, Илья Андрианович
27. Мамедбеков, Керим Гусейнович
28. Мамедов, Али Кара Яхья
29. Мамедов, Давлет
30. Мамичев, Иван Дмитриевич
31. Манаенков, Иосиф Петрович
32. Мандаев, Адум
33. Мандалян, Татеос Гегамович
34. Манжара, Дмитрий Иванович
35. Мануильский, Дмитрий Захарович
36. Мануйленко, Александр Илларионович
37. Манюрин, Евсей Меерович
38. Марголин, Натан Вениаминович
39. Маркизов, Ардан Ангадыкович
40. Маркитан, Павел Филиппович
41. Маркишев, Фёдор Дмитриевич
42. Марков, Григорий Наумович
43. Маркович, Владимир Доминикович
44. Маркус, Фриц Матвеевич
45. Мартинович, Ксенофонт Филиппович
46. Мартиросян, Левон Нерсесович[6]
47. Мартьянов, Павел Павлович
48. Марченко, Евтихий Андреевич
49. Марчик, Иван Степанович[6]
50. Марьямов, Израиль Эммануилович
51. Марьясин, Лев Ефимович
52. Масленко, Павел Фёдорович
53. Масленников, Леонид Семёнович
54. Масленников, Янко Иванович
55. Маслова, Н. С.
56. Матвеев, Николай Иванович
57. Матевосян, Александр Васильевич[6]
58. Матикашвили, Шалва Спиридонович
59. Матусов, Наум Михайлович
60. Матяш, Роман Матвеевич[6]
61. Махарадзе, Георгий Константинович
62. Махарадзе, Филипп Иесеевич
63. Маштаков, Григорий Васильевич
64. Мгалоблишвили, Герман Андреевич
65. Медведев, Алексей Васильевич
66. Медведь, Филипп Демьянович
67. Меерзон, Жозеф Исаакович
68. Межлаук, Валерий Иванович
69. Межлаук, Иван Иванович
70. Мезис, Август Иванович
71. Мельбард, Николай Петрович
72. Менжинский, Вячеслав Рудольфович
73. Меренков, Пантелеймон Михайлович
74. Мерзлов, Василий Иванович[6]
75. Меркулов, Михаил Яковлевич
76. Меркушева, Анастасия Самсоновна[6]
77. Мертешев, И. Г.
78. Мессинг, Станислав Адамович
79. Метельков, Леонид Дмитриевич
80. Метлин, Фёдор Фомич
81. Мехлис, Лев Захарович
82. Мещёрская, Агрепина Павловна[6]
83. Мзараулашвили, Василий Иванович
84. Мизинов, Николай Михайлович
85. Микоян, Анастас Иванович
86. Микуров, Куприян Георгиевич[6]
87. Миллер, Исаак Моисеевич
88. Милованов, Константин Александрович
89. Милославский, Антон Степанович
90. Милх, Лев Романович
91. Мильчаков, Александр Иванович
92. Милютин, Владимир Павлович
93. Минаев, Фёдор Захарович
94. Минаев-Цикановский, Александр Матвеевич
95. Минигулов, Минхаир Минигулович
96. Мирзаджанов, Сабир
97. Мирзоян, Левон Исаевич
98. Мировицкий, Павел Васильевич
99. Миронов, Владимир Давыдович
100. Миронов, Иван Никитич
101. Миронов, Лев Григорьевич
102. Миронов, Сергей Наумович
103. Миронцев, Михаил Сергеевич
104. Мирошников, Иван Иванович
105. Мир-Шоронов, Мир-Камиль
106. Митин, Иосиф Николаевич[6]
107. Миткевич, Ольга Александровна
108. Михайлов, Василий Михайлович
109. Михайлов, Михаил Ефимович
110. Михеенко, Иван Петрович
111. Мицкявичюс-Капсукас, Винцас Симанович
112. Мкртчян, Папик Григорьевич
113. Могильный, Андрей Митрофанович
114. Модало, Леонид Максимович
115. Можарская, Блюма Вольфовна
116. Моисеенко, Константин Васильевич
117. Молотов, Вячеслав Михайлович
118. Молчанов, Георгий Андреевич
119. Монмуссо, Гастон
120. Моргулис, Борис Борисович
121. Мороз, Григорий Семёнович
122. Морозов, Георгий Николаевич
123. Морозов, Григорий Матвеевич[7]
124. Морозов, Дмитрий Георгиевич
125. Морозов, Пётр Васильевич
126. Москатов, Пётр Георгиевич
127. Москвин, Иван Михайлович
128. Мотова, Александра Гавриловна
129. Муклевич, Ромуальд Адамович
130. Мулин, Валентин Михайлович
131. Муллер, Зевель Иосифович
132. Муралов, Александр Иванович
133. Муранов, Матвей Константинович
134. Муратова, Мария Фёдоровна
135. Мурафер, Лев Соломонович
136. Мурашкина, Таисия Семёновна
137. Мурашко, Антон Никифорович
138. Муржина, Мария Георгиевна
139. Мусабеков, Газанфар Махмуд оглы
140. Мусаиэлян, Арам Николаевич
141. Мускин, Василий Антонович
142. Мусульбас, Иван Андреевич
143. Мухаметзянов, Галим Мухаметзянович
144. Мухаммедов, Анна
145. Мухин, Максим Васильевич[8]
146. Мухина, Евдокия Акимовна
147. Мякинен, Николай Александрович
148. Мяэ, Александр Марди[эст.][9]

## Н
1. Наговицын, Иосиф Алексеевич
2. Надинский, Павел Наумович
3. Назарбаев, Артек
4. Назаретян, Амаяк Маркарович
5. Назаров, Михаил Васильевич
6. Назаров, Михаил Николаевич[7]
7. Назаров, Роман Капитонович
8. Назаров, Степан Иванович[укр.]
9. Налимов, Михаил Николаевич
10. Нариманов, Музаффар Акпер оглы
11. Науменко, Иван Семёнович
12. Наумов, Николай Григорьевич
13. Наумова-Панкратьева, Анастасия Матвеевна
14. Невраев, Георгий Фёдорович
15. Недра, Яков Оттович
16. Неймер, И. М.
17. Неманов, Анисим Петрович
18. Немерзелли, Иосиф Фадеевич
19. Непочатых, Гавриил Иванович
20. Несенюк, Иван Гаврилович
21. Неструев, Фёдор Абрамович
22. Нетупская, Ядвига Адольфовна
23. Нефёдов, Иван Андреевич
24. Нивинский, Владислав Иванович
25. Нидер, Эммануил Людвигович
26. Низовцев, Пётр Леонтьевич
27. Никитин, Александр Иванович
28. Никитин, Николай Маркович
29. Никитина, Анастасия Григорьевна
30. Никитина, Феодосья Ильинична[7]
31. Николаева, Клавдия Ивановна
32. Никонов, Дмитрий Иванович
33. Никулин, Афанасий Артёмович
34. Никульков, Василий Иосифович
35. Нипоркин, Николай Георгиевич
36. Новиков, Николай Фролович
37. Новиков, Пантелей Васильевич
38. Новосёлов, Аркадий Михайлович
39. Новосёлов, Степан Андреевич
40. Новош, Франц Антонович
41. Нормухамедов, Кильдебек
42. Носков, С. П.
43. Носов, Иван Петрович
44. Носов, Павел Макарович
45. Носырев, Василий Иванович[7]
46. Нудэ, Александр Андреевич
47. Нургалиев, Фахрас Абдулович
48. Нурпеисов, Садык

## О
1. Обрам, Карл Сприцевич
2. Овчинников, Сергей Иванович
3. Оганесов, Николай Степанович
4. Огурцов, Константин Михайлович
5. Одинокова, Е. С.
6. Одинцов, Александр Васильевич
7. Озерянский, Анатолий Афанасьевич
8. Окоёмов, Николай Николаевич
9. Окорков, Константин Иванович
10. Окуджава, Шалва Степанович
11. Ольховый, Борис Семёнович
12. Орагвелидзе, Карло Шаверденович
13. Орахелашвили, Мамия Дмитриевич
14. Орджоникидзе, Григорий Константинович
15. Орлов, Александр Семёнович
16. Орлов, Василий Алексеевич
17. Орлов, Владимир Митрофанович
18. Орлов, Наум Осипович
19. Орловский, Иван Игнатьевич
20. Освенский, Михаил Абрамович
21. Оболенский, Валериан Валерианович
22. Осипов, Александр Васильевич
23. Осипов, Алексей Иванович
24. Осипов, Осип Маркович
25. Осипович, Василий Васильевич
26. Осиповский, Пётр Андреевич
27. Остахов, Николай Николаевич
28. Островский, Леонид Евсеевич
29. Осьмов, Николай Михайлович
30. Оторов, Иса
31. Отс, Карл Мартович
32. Охлопков, Илья Михайлович
33. Ошвинцев, Михаил Константинович
34. Ошеров, Наум Самойлович

## П
1. Павлов, Борис Ильич
2. Павлов, Дмитрий Дмитриевич
3. Павлов, Пётр Иванович
4. Павлов, Фёдор Георгиевич
5. Павловский, Моисей Абрамович
6. Павлуновский, Иван Петрович
7. Падарин, Николай Иванович
8. Паков, Виктор Алексеевич[10]
9. Панасенко, Григорий Тарасович
10. Панов, Николай Фёдорович
11. Пантюхов, Николай Григорьевич
12. Панфёров, Фёдор Иванович
13. Панфиль, Семён Абрамович
14. Папардэ, Леонид Андреевич
15. Паперный, Лев Лазаревич
16. Папирин, Василий Сергеевич
17. Папков, Владимир Львович
18. Паскуцкий, Николай Антонович
19. Паукер, Карл Викторович
20. Пахомов, Николай Иванович
21. Пашковский, Казимир Казимирович
22. Пашуканис, Евгений Брониславович
23. Певзняк, Павел Матвеевич
24. Пелевин, Иван Всеволодович
25. Пенкин, Иван Николаевич
26. Первухин, Евгений Порфирьевич
27. Перекатов, Иван Григорьевич
28. Перепёлкина, Анна Андреевна
29. Перепечко, Иван Николаевич
30. Перов, Михаил Николаевич
31. Персиц, Иосиф Ефимович
32. Перчик, Лев Менделевич
33. Пескарёв, Георгий Сергеевич
34. Петелин, Григорий Николаевич
35. Петерс, Яков Христофорович
36. Петриченко, Павел Миронович
37. Петров, Иван Степанович
38. Петров, Сергей Порфирьевич
39. Петровский, Алексей Николаевич
40. Петровский, Григорий Иванович
41. Петрунин, Михаил Дмитриевич
42. Петрунин, Павел Иванович
43. Петрушанский, Рафаил Романович
44. Пивоваров, Иван Никифорович
45. Пилацкая, Ольга Владимировна
46. Пилляр, Роман Александрович
47. Пиртенек, Иван Юрьевич
48. Питковский, Михаил Феликсович
49. Плачинда, Иван Семёнович
50. Плеханов, Григорий Николаевич
51. Плоткин, Яков Абрамович
52. Плотникова, Анастасия Мироновна
53. Плужников, В. Е.
54. Погребинский, Матвей Самойлович
55. Погребной, Спиридон Иванович
56. Подскрёбов, Андрей Власьевич
57. Поздняков, Тимофей Степанович[10]
58. Поздоровкин, Александр Дмитриевич
59. Позерн, Борис Павлович
60. Поклонов, Михаил Васильевич
61. Полбицын, Георгий Трофимович
62. Полин, Константин Минович
63. Полозков, Тихон Антонович
64. Полонский, Владимир Иванович
65. Полумордвинов, Григорий Афанасьевич
66. Поляков, Александр Александрович
67. Полякова, Елизавета Петровна
68. Понеделко, Иван Борисович
69. Пономарев, Николай Сергеевич
70. Пономарев, Степан Васильевич
71. Попков, Александр Фёдорович
72. Попов, Николай Николаевич
73. Попов, П. И.
74. Попова, Елизавета Петровна
75. Попок, Яков Абрамович
76. Порайко, Василий Иванович
77. Посецельский, Меер Абрамович
78. Поскребышев, Александр Николаевич
79. Поспелов, Пётр Николаевич
80. Постников, Александр Михайлович
81. Постоловский, Михаил Федотович
82. Постышев, Павел Петрович
83. Потапенко, Роман Яковлевич
84. Правдивцев, Степан Максимович
85. Прамнэк, Эдуард Карлович
86. Предэ, Роберт Яковлевич
87. Прелов, Василий Петрович
88. Премудров, Пётр Константинович
89. Пресбургер, Исаак Соломонович
90. Примаков, Виталий Маркович
91. Прищепчик, Зинаида Антоновна
92. Прокофьев, Архип Прокофьевич
93. Прокофьев, Георгий Евгеньевич
94. Прокофьев, Трофим Прокофьевич
95. Пронин, Игнат Степанович
96. Прописнов, Александр Иосипович[10]
97. Просвирин, Иван Алексеевич
98. Проскуровский, Михаил Давыдович
99. Протопопов, Дмитрий Захарович
100. Проурзин, Иван Яковлевич
101. Прусаков, Михаил Дмитриевич
102. Прядченко, Григорий Кононович
103. Птуха, Владимир Васильевич
104. Пугачевский, Лазарь Исаакович
105. Пудалов, Александр Дмитриевич
106. Пузырёв, Никита Алексеевич[10]
107. Путнин, Владимир Маркович
108. Пучков, Роман Иванович
109. Пчелин, Александр Михайлович
110. Пылаев, Георгий Николаевич
111. Пюрбеев, Анджур
112. Пятаков, Георгий Леонидович
113. Пятницкий, Иосиф Аронович

## Р
1. Рабинович, Соломон Зиновьевич
2. Рабичев, Наум Натанович
3. Рабов, Пётр Гаврилович
4. Радек, Карл Бернгардович
5. Радус-Зенькович, Виктор Александрович
6. Радяньский, Михаил Евдокимович
7. Разин, Израиль Михайлович
8. Разумов, Михаил Осипович
9. Райтер, Иосиф Львович
10. Ракитов, Григорий Давидович
11. Раков, Григорий Петрович
12. Ракутин, Николай Германович
13. Рамишвили, Амвросий Ефимович
14. Рапопорт, Григорий Яковлевич
15. Раскин, Борис Матвеевич
16. Рассадин, Константин Александрович
17. Растопчин, Николай Петрович
18. Ратайчак, Станислав Антонович
19. Ратнек, Карл Карлович
20. Ратнер, Берта Ароновна
21. Рафаил, Михаил Абрамович
22. Рафальский, Константин Яковлевич
23. Рахимбаев, Абдулло
24. Рахимова, Урух
25. Рахманов, Гусейн Паша оглы
26. Ревин, Михаил Алексеевич
27. Ревский, Борис Степанович
28. Реденс, Станислав Францевич
29. Резников, Михаил Яковлевич
30. Резниченко, Яков Захарович
31. Репин, Михаил Михайлович
32. Решетко, Поликарп Васильевич
33. Решетов, Илья Фёдорович
34. Ризаев, Мамед Акпер
35. Ровио, Густав Семёнович
36. Рогалёв, Фёдор Фёдорович
37. Рогевич, Фёдор Сигизмундович
38. Рогов, Михаил Иванович
39. Род, Абрам Евгеньевич[11]
40. Роденков, Василий Васильевич
41. Родионов, Николай Алексеевич
42. Рожкова, Евдокия Матвеевна
43. Розанов, Александр Борисович
44. Розенгольц, Аркадий Павлович
45. Розенталь, Яков Давыдович
46. Ройзенман, Борис Анисимович
47. Романов, Георгий Иванович
48. Романов, Михаил Матвеевич
49. Ронин, Соломон Лазаревич
50. Ронколи, Карл
51. Росляков, Михаил Васильевич
52. Рошаль, Лев Борисович
53. Рубанов, Афанасий Семёнович
54. Рубен, Рубен Гукасович
55. Рубинштейн, Лазарь Моисеевич
56. Рубченко, Иван Константинович
57. Рудаков, Иван Григорьевич
58. Руденко, Порфирий Ионович
59. Рудзутак, Ян Эрнестович
60. Рудых, Григорий Андреевич
61. Рудь, Пётр Гаврилович
62. Рузис, Моисей Семёнович
63. Румянцев, Иван Петрович
64. Рунге, Вячеслав Георгиевич
65. Русавский, Семён Абрамович
66. Русанов, Иван Михайлович
67. Рутенбург, Аркадий Михайлович
68. Рухимович, Моисей Львович
69. Рыбин, Фёдор Петрович
70. Рыбкин, Александр Павлович
71. Рыбников, Нисон Иосифович
72. Рывкин, Оскар Львович
73. Рыжаков, Михаил Степанович
74. Рыков, Алексей Иванович
75. Рымшан, Мария Константиновна
76. Рындин, Кузьма Васильевич
77. Рыскулов, Турар
78. Рыськин, Арон Борисович
79. Рысянков, Акакий Калинович
80. Рябинин, Евгений Иванович
81. Рябинин, Михаил Иванович
82. Рябов, Александр Михайлович
83. Рябов, Александр Николаевич
84. Рябовол, Константин Сергеевич
85. Рябоконь, Владимир Иванович

## С
1. Саблин, Фёдор Васильевич
2. Савастьянов, Михаил Яковлевич
3. Савельев, Максимилиан Александрович
4. Савина, Анна Наумовна
5. Савко, Николай Аркадьевич
6. Савостин, Дмитрий Иванович
7. Сагайдак, Валентин Петрович
8. Сагоян, Пётр Осипович
9. Садвокасов, Джанайдар
10. Салихов, Мурат
11. Салтанов, Сергей Александрович
12. Салынь, Эдуард Петрович
13. Самарина, А. З.
14. Самединов, Абдураим Абдураманович
15. Самойлов, Михаил Самойлович
16. Самойлов, Фёдор Никитович
17. Самойлова, Ирина Филофеевна
18. Самсонов, Василий Яковлевич
19. Самсонов, Иван Иванович
20. Самсонов, Пётр Иванович
21. Самсонов, Тимофей Петрович
22. Саналиева, Нуржамал
23. Сапов, Иван Андреевич
24. Сараев, Даниил Александрович
25. Саркисов, Саркис Артемьевич
26. Сахарова, Прасковья Фёдоровна
27. Сахьянова, Мария Михайловна
28. Сварке, Юрис Эрнестович
29. Свердлов, Саул Маркович
30. Свистун, Пантелеймон Иванович
31. Севастьянов, Емельян Фёдорович
32. Севастьянов, Николай Фёдорович
33. Северьянова, Анна Алексеевна
34. Севрюгин, Александр Васильевич
35. Сегал, Пётр Петрович
36. Сегизбаев, Султан
37. Седельников, Алексей Иванович
38. Семагин, Илья Никифорович
39. Семёнов, Борис Александрович
40. Семёнов, Николай Петрович
41. Семёнов, Родион Семёнович
42. Сёмин, Николай Феофилактович
43. Семиохин, Иван Степанович
44. Семичев, Алексей Александрович
45. Семичев, Егор Тимофеевич
46. Сёмкин, Трифон Сергеевич
47. Сеннов, Александр Николаевич
48. Серганин, Михаил Матвеевич
49. Сергеев, Иван Фёдорович
50. Сергеев, Константин Максимович
51. Сергеев, Михаил Матвеевич
52. Сергеев, Сергей Яковлевич
53. Серебровский, Александр Павлович
54. Серебряный, Авраам Аронович
55. Серкин, Иван Онисифорович
56. Серов, Александр Сергеевич
57. Сидоренко, Иван Яковлевич
58. Сидоренко, Мария Михайловна
59. Сидоров, Климентий Сидорович
60. Сидоров, Константин Григорьевич
61. Сидоров, Михаил Николаевич
62. Сидоров, Павел Васильевич
63. Сизых, Сергей Евгеньевич
64. Силаев, Пётр Кириллович
65. Силаева, Анна Васильевна
66. Силкин, Александр Васильевич
67. Силонов, Александр Павлович
68. Симонов, Василий Фёдорович
69. Синайский-Михайлов, Сергей Иванович
70. Синев, Григорий Авраамович
71. Синицина, Агриппина Минаевна
72. Синяков, Михаил Андреевич
73. Сиротинин, Павел Николаевич
74. Сирсон, Артур Янович
75. Скляренко, Макар Лукич
76. Сковородько, Спиридон Фёдорович
77. Скопс, Абрам Моисеевич
78. Скрыпник, Иван Самойлович
79. Славин, Иосиф Еремеевич
80. Славинский, Адам Семёнович
81. Слесарев, Пётр Сергеевич
82. Слинкин, Илья Васильевич
83. Слинько, Анастасия Георгиевна
84. Слонимский, Семён Васильевич
85. Слюнков, Геннадий Владимирович
86. Смагин, Иван Яковлевич
87. Сметанин, Владимир Александрович
88. Смидович, Пётр Гермогенович
89. Смирнов, Александр Михайлович
90. Смирнов, Александр Сергеевич
91. Смирнов, Дмитрий Порфирьевич
92. Смирнов, Михаил Ильич
93. Смирнов, Николай Васильевич
94. Смирнов, Павел Андреевич
95. Смирнов, Пётр Александрович
96. Смирнова, Устинья Никитична
97. Смолин, Павел Иванович
98. Смолов, Сергей Николаевич
99. Смородин, Иван Трофимович
100. Смородин, Пётр Иванович
101. Соболев, Алексей Иванович
102. Соболев, Сергей Михайлович
103. Соболев, Степан Антонович[a]
104. Соболь, Наум Лазаревич
105. Советников, Михаил Алексеевич
106. Сойфер, Яков Григорьевич
107. Соколенко, Фёдор Николаевич
108. Соколинский, Борис Петрович
109. Соколинский, Давид Моисеевич
110. Соколов, Александр Гаврилович
111. Соколов, Алексей Иванович
112. Соколов, Михаил Филиппович
113. Соколов, Пётр Николаевич
114. Соколова, Ольга Николаевна
115. Соколовская, Софья Ивановна
116. Соколовский, Степан Антонович
117. Сокольников, Григорий Яковлевич
118. Солнцева, Мария Ивановна
119. Соловьёв, Иван Иванович
120. Соловьёв, Михаил Петрович
121. Соловьёв, Николай Ильич
122. Соломахин, Павел Яковлевич
123. Сольц, Арон Александрович
124. Сомс, Карл Петрович
125. Сорокин, Александр Павлович
126. Сорокин, Марк Лаврентьевич
127. Сорокин, Николай Александрович
128. Сороцкий, Лев Моисеевич
129. Сосновский, Антон Михайлович
130. Соятов, Иван Емельянович
131. Спивак, Илларион Савельевич
132. Спиров, Иван Алексеевич
133. Ставский, Владимир Петрович
134. Стакун, Михаил Осипович
135. Сталин, Иосиф Виссарионович
136. Станкин, Иосиф Захарович
137. Старовойтов, Гавриил Степанович
138. Старовойтов, Сергей Матвеевич
139. Старостин, Константин Фёдорович
140. Старухин, Иван Порфирьевич
141. Старый, Григорий Иванович
142. Старых, С. М.
143. Стасова, Елена Дмитриевна
144. Стасюк, Иван Васильевич
145. Стацевич, Георгий Михайлович
146. Стеклов, Михаил Николаевич
147. Степанов, Григорий Васильевич
148. Степанов, Константин Матвеевич
149. Степанов, Михаил Терентьевич
150. Степанов, Сергей Иванович
151. Степанский, Исаак Соломонович
152. Стецкий, Алексей Иванович
153. Столяр, Абрам Яковлевич
154. Страумит, Ян Мартынович
155. Страхов, Константин Васильевич
156. Стрекалов, Сергей Петрович
157. Стрелков, Николай Николаевич
158. Стрельцов, Борис Яковлевич
159. Стрельцов, Георгий Михайлович
160. Стремьчук, Лев Мартынович
161. Стриевский, Константин Константинович
162. Строганов, Василий Андреевич
163. Струппе, Пётр Иванович
164. Струц, Василий Никифорович
165. Стручков, С. П.
166. Стукало, Михаил Евтахович
167. Ступников, Степан Николаевич
168. Стуруа, Георгий Фёдорович
169. Судаков, Александр Степанович
170. Судьин, Сергей Корнилович
171. Сулимов, Даниил Егорович
172. Сулковский, Фёдор Владимирович
173. Сурков, Михаил Архипович
174. Суровцев, Андрей Максимович
175. Сусман, Матвей Ефимович
176. Суханов, Александр Никифорович
177. Сухомлин, Кирилл Васильевич
178. Сыркин-Готов, Леонид Наумович

## Т
1. Таболов, Константин Васильевич
2. Тагиев, Ибрагим Таги оглы
3. Тагиров, Афзал Мухитдинович
4. Таджиев, Абдулхай
5. Таныгин, Павел Михайлович
6. Таран, Павел Иванович
7. Таран, Савва Дмитриевич
8. Тарасенко, Григорий Селиверстович
9. Тарасов, Алексей Архипович
10. Тарасов, Иван Алексеевич
11. Тарасов, Павел Андреевич
12. Тарасов, Степан Никонович
13. Тарутинский, Александр Васильевич
14. Тархан, Ильяс Умерович
15. Тарханов, Владимир Петрович
16. Татарников, Анатолий Степанович
17. Татько, Филипп Петрович
18. Таштитов, Кайсарт
19. Твалчрелидзе, Георгий Григорьевич
20. Тевосян, Иван Фёдорович
21. Тегеташвили, Захарий Александрович
22. Тёмкин, Марк Моисеевич
23. Темяков, Александр Алексеевич
24. Тер-Габриэлян, Саак Мирзоевич
25. Тер-Егиазарян, Мушег Адриасович
26. Терехов, Андрей Иванович
27. Терехов, Роман Яковлевич
28. Тизанов, Семён Сергеевич
29. Тимиргалина, Шарифа Тимиргазиевна
30. Тимофеев, Николай Тимофеевич
31. Тимофеев, Сергей Сергеевич
32. Титова, Татьяна Степановна
33. Тихнов, Николай Тихонович
34. Ткаченко, Степан Андреевич
35. Товстуха, Иван Павлович
36. Токарев, Борис Семёнович
37. Токсин, Василий Иванович
38. Толмачёв, Георгий Гурьевич
39. Толстой, Владимир Ананьевич
40. Томский, Михаил Павлович
41. Торошелидзе, Малакия Георгиевич
42. Трахтер, Борис Савельевич
43. Трдатян, Саркис Гаспарович
44. Трегубенков, Кузьма Егорович
45. Трейвас, Борис Ефимович
46. Трейдуб, Гавриил Емельянович
47. Третьяков, Алексей Яковлевич
48. Трилиссер, Меер Абрамович
49. Трилисский, Алексей Лукич
50. Трифонов, Сергей Михайлович
51. Троицкий, Владимир Алексеевич
52. Трубачеев, Василий Ильич
53. Трушин, Василий Фомич
54. Тулепов, Мирасбек Нургалиевич
55. Тулин, Иван Васильевич
56. Тумченок, Бронислав Игнатьевич
57. Турдыбаев, Абдулабай
58. Турлай, Андрей Алексеевич
59. Туровский, Семён Абрамович
60. Тухачевский, Михаил Николаевич
61. Тюребеков, Джура
62. Тютин, Алексей И.

## У
1. Уборевич, Иероним Петрович
2. Уваров, Митрофан Семёнович
3. Угаров, Александр Иванович
4. Угловой, Александр Васильевич
5. Удачин, Г. H.
6. Узюков, Николай Анисимович
7. Уланов, Алексей Михайлович
8. Улитин, Василий Павлович
9. Ульянов, Дмитрий Ильич
10. Ульянова, Мария Ильинична
11. Ульянский, Павел Михайлович
12. Умнов, Гавриил Иванович[14]
13. Уморин, Григорий Яковлевич
14. Уншлихт, Иосиф Станиславович
15. Уралов, Сергей Герасимович
16. Уралов, Фёдор Семёнович
17. Урицкий, Семён Петрович
18. Урываев, Михаил Егорович
19. Усачёв, Михаил Петрович
20. Уткин, Сергей Алексеевич
21. Уханов, Константин Васильевич
22. Ушеренко, Абрам Борисович

## Ф
1. Файнберг, Евгений Львович
2. Файнбищенко, Давид Моисеевич
3. Федин, Илья Михайлович
4. Федин, Павел Григорьевич
5. Фёдоров, Алексей Васильевич
6. Фёдоров, Владимир Фёдорович
7. Фёдоров, Л. И.
8. Фёдоров, Николай Иванович
9. Фёдорова, Ксения Фёдоровна
10. Федорович, Пётр Иванович
11. Федосеев, Захар Иванович
12. Федотов, Фёдор Сергеевич
13. Федяев, Иван Фёдорович
14. Фейгин, Владимир Григорьевич
15. Ферди, Хусейн
16. Фесенко, Дмитрий Семёнович
17. Фесенко, Дмитрий Тихонович
18. Фигатнер, Юрий Петрович
19. Филатов, В. А.
20. Филатов, Николай Алексеевич
21. Филенко, В. П.
22. Филиппов, Аркадий Александрович
23. Филиппов, Георгий Николаевич
24. Филлер, Самуил Ионович
25. Филов, Виктор Григорьевич
26. Фимошкина, Эрмина Христиановна
27. Финковский, Алексей Иванович
28. Фионичев, Пётр Григорьевич
29. Фисуненко, Геннадий Алексеевич
30. Фокин, Василий Павлович
31. Фоменко, Георгий Андреевич
32. Фомин, Александр Павлович
33. Фомин, Василий Кузьмич
34. Фомин, Ефим Васильевич
35. Фомин, Фёдор Тимофеевич
36. Фомина, Анастасия Ефимовна
37. Фофилов, Иван Васильевич
38. Франкфурт, Сергей Миронович
39. Фрешер, Евгений Эдуардович
40. Фриновский, Михаил Петрович
41. Фролов, Александр Иосифович
42. Фролов, Андрей Трофимович
43. Фролов, Василий Иванович
44. Фролова, Таисия Артёмовна
45. Фукс, Генрих Михайлович
46. Фурер, Вениамин Яковлевич

## Х
1. Хабаров, Павел Семёнович
2. Хавинсон, Яков Семёнович
3. Хавкин, Матвей Павлович
4. Хавкин, Самуил Тевелевич
5. Хазанов, Яков Моисеевич
6. Хаймс, Захар Борисович
7. Хакен, Йозеф
8. Хакурате, Шахан-Гирей Умарович
9. Халепский, Иннокентий Андреевич
10. Ханджян, Агаси Гевондович
11. Ханин, Давид Маркович
12. Харитонов, Харлампий Харлампиевич
13. Харченко, Иван Иванович[15]
14. Хасиев, Константин Темболатович
15. Хасман, Соломон Абрамович
16. Хатаевич, Мендель Маркович
17. Хаханьян, Григорий Давидович
18. Хвесин, Тихон Серафимович
19. Хвыля, Андрей Ананьевич
20. Хинчук, Лев Михайлович
21. Хисматулин, Шарифал
22. Хитаров, Рафаэль Мовсесович
23. Хлоплянкин, Михаил Иванович
24. Хмельницкий, Рафаил Павлович
25. Ходжаев, Файзулла Убайдуллаевич
26. Холохоленко, Александр Ульянович
27. Хомутников, Василий Алексеевич
28. Хонин, Василий Алексеевич
29. Хорош, Матвей Львович
30. Храпов, Иван Алексеевич
31. Хромов, Алексей Дмитриевич
32. Хрущёв, Никита Сергеевич
33. Худайкулов, Джума

## Ц
1. Царёв, Пётр Степанович
2. Царёва, Анастасия Артёмовна[16]
3. Царевский, Михаил Михайлович
4. Цветков, Николай Георгиевич
5. Цехер, Арон Абрамович
6. Цибульский, Владимир Степанович
7. Цинит, Август Андреевич
8. Цитлидзе, Артём Дмитриевич[16]
9. Цифринович, Владимир Ефимович
10. Цихон, Антон Михайлович
11. Цхакая, Михаил Григорьевич
12. Цылько, Фёдор Андреевич

## Ч
1. Чагар, Билял Абла
2. Чанке, Альфред Карлович
3. Чаплин, Николай Павлович
4. Чевердин, Арсений Фёдорович
5. Чекмарёва, Анастасия Ивановна
6. Чемоданов, Василий Тарасович
7. Ченцов, Иван Дмитриевич
8. Червяков, Александр Григорьевич
9. Череватская, Елизавета Ефимовна
10. Черёмухин, Николай Гаврилович
11. Черетаев, Пётр Васильевич
12. Черкесов, Ишу Ортобаевич
13. Чернецов, Пётр Николаевич
14. Чернов, Илья Иванович
15. Чернов, Михаил Александрович
16. Чёрный, Александр Давыдович
17. Чёрный, Григорий Семёнович
18. Чернышёв, Василий Яковлевич
19. Чернышёв, Павел Яковлевич
20. Чернявский, Андрей Фёдорович
21. Чернявский, Владимир Ильич
22. Черняк, Матильда Иосифовна
23. Чесноков, Иван Яковлевич
24. Чибисов, Александр Михайлович
25. Чиликанов, Семён Моисеевич
26. Чубаровский, Михаил Михайлович
27. Чубарь, Влас Яковлевич
28. Чубин, Яков Абрамович
29. Чувырин, Михаил Евдокимович
30. Чудов, Михаил Семёнович
31. Чуканов, Иван Афанасьевич
32. Чукленова, Джамал
33. Чухров, Пётр Иванович
34. Чуцкаев, Сергей Егорович

## Ш
1. Шаблиевский, Георгий Васильевич
2. Шабурова, Мария Александровна
3. Шадиева, Тоджихон
4. Шадунц, Сурен Константинович
5. Шалгинова, Александра Ивановна
6. Шалыгин, Иван Алексеевич
7. Шамсутдинова, Гайша[17]
8. Шанаев, Константин Николаевич
9. Шапошников, Михаил Романович
10. Шапошникова, Людмила Кузьминична
11. Шаравьёв, Игнатий Андреевич
12. Шарангович, Василий Фомич
13. Шарапилов, Магомед Магомедович
14. Шарипов, Камал Наретдинович
15. Шаталов, Григорий Михайлович
16. Шатов, Александр Борисович
17. Шаумян, Лев Степанович
18. Шафаренко, Яков Вениаминович
19. Шахгильдян, Ваган Петрович
20. Шахова, Валентина Дмитриевна
21. Шац, Юрий Ефимович
22. Шацкий, Абрам Григорьевич
23. Шаширин, Александр Михайлович
24. Шванберг, Ю. Ф.
25. Шварц, Исаак Израилевич
26. Шварц, Сергей Александрович
27. Шварц, Сергей Соломонович
28. Шварцберг, Иосиф Израилевич
29. Швейцер, Вера Лазаревна
30. Швер, Александр Владимирович
31. Шверник, Николай Михайлович
32. Швецов, Всеволод Игоревич
33. Шеболдаев, Борис Петрович
34. Шевалгин, Трифон Иванович
35. Шейдлина, Сарра Израилевна
36. Шейко, Иван Арсентьевич
37. Шейнин, Лев Александрович
38. Шелехес, Илья Савельевич
39. Шелохаев, Филипп Иванович
40. Шеметов, Герасим Михайлович
41. Шестаков, Василий Иванович
42. Шибанов, Михаил Филиппович
43. Шилкин, Василий Яковлевич
44. Шильман, Аким Львович
45. Шипов, Константин Максимович
46. Ширвани, Али Гейдар Ибаш оглы
47. Ширин, Андрей Павлович
48. Шир-Мухамедов, Муслим
49. Шир-Мухамедов, Усман
50. Широбоков, В. И.
51. Шифрес, Александр Львович
52. Шишлянников, Рафаил Абрамович
53. Шкирич, Николай Романович
54. Шкирятов, Матвей Фёдорович
55. Шлихтер, Александр Григорьевич
56. Шмелёв, Василий Иванович
57. Шмераль, Богумир
58. Шмидт, Евгений Августович
59. Шотемор, Шириншо
60. Шотман, Александр Васильевич
61. Штатковский, Антон Иванович
62. Штейнгарт, Александр Матвеевич
63. Штраух, Энгельберт Мадисович
64. Шубин, Захар Михайлович
65. Шубриков, Владимир Петрович
66. Шульман, Самуил Яковлевич
67. Шуров, Владимир Яковлевич
68. Шустин, Аркадий Яковлевич[18]
69. Шушков, Пётр Сергеевич

## Щ
1. Щаденко, Ефим Афанасьевич
2. Щедруков, Василий Фёдорович
3. Щёкин, Александр Тарасович
4. Щербаков, Александр Сергеевич
5. Щиров, Константин Павлович
6. Щучкин, Николай Иванович

## Э
1. Эго, Фред Густавович
2. Эйдеман, Роберт Петрович
3. Эйхе, Роберт Индрикович
4. Элиава, Шалва Зурабович
5. Эльяшберг, Иосиф Львович
6. Эпштейн, Меер Самойлович
7. Эпштейн, Моисей Соломонович
8. Эраст, П. К.[b]
9. Эфрос, Самсон Михайлович

## Ю
1. Юдин, Павел Фёдорович
2. Юзефович, Иосиф Сигизмундович
3. Юлдашев, Гасан Исламович
4. Юлдашев, Дусмат[21]
5. Юревич, Эдуард Иванович
6. Юркин, Тихон Александрович
7. Юрмальнек, Ян Юрьевич
8. Юров, Михаил Давыдович
9. Юсупбеков, Хамза
10. Юсупов, Нурулла Зейнурович
11. Юсупов, Усман

## Я
1. Ягода, Генрих Григорьевич
2. Якир, Иона Эммануилович
3. Якобсон, Самуил Иванович
4. Яковлев, Александр Иванович
5. Яковлев, Павел Никитович
6. Яковлев, Яков Аркадьевич
7. Яковлева, Анна Яковлевна
8. Яковлева, Варвара Николаевна
9. Яковлева, Ольга Карловна[21]
10. Якушин, Дмитрий Тимофеевич
11. Ялов, Вольф Наумович[21]
12. Ян, Георгий Георгиевич
13. Янов, Леонид Павлович
14. Ярин, Михаил Ефимович
15. Ярмухамедов, Шаяхмет Шамухамедович
16. Ярославский, Емельян Михайлович
17. Ярцев, Алексей Петрович
18. Ярыгин, Илья Георгиевич
19. Ястребов, Григорий Герасимович

## Источник
- Список в Справочнике по истории Коммунистической партии и Советского Союза 1898—1991
- Список делегатов XVII съезда ВКП (б) с правом решающего голоса
- XVII съезд ВКП(б). Список делегатов XVII съезда ВКП (б) с правом совещательного голоса
- 17 съезд ВКП /б/ — съезд расстрелянных победителей, Слон-Сол, Абб-Берм, Благ-Верш, Вил-Григ, Григ-Гюл, Дайн-Ишх, Каг — Куч, Лад-Мух, Наг-Ошер, Павл-Рыв, Рус-Скоп, Став-Худ, Цар-Шейн, Шир-Ярин, Члены Комитета Советского Контроля при СНК СССР избранные 17 съездом ВКП/б не являющимися делегатами
- XVII съезд Всесоюзной коммунистической партии (б). Стенографический отчёт. М.: Партиздат. 1934. 720 с.

## Комментарии
1. ↑  В списках делегатов съезда ФИО приведены с ошибкой как "Собаев С. А."[12], здесь исправлено в соответствии с обсуждениями на форуме "17 съезд ВКП /б/ - съезд расстрелянных победителей" на основе проверки по анкете делегата съезда[13].
2. ↑  В разных источниках разночтение: в одних инициалы "П. К."[19][20], в других "Л. К."[12][21], здесь принято по первоисточнику "XVII съезд Всесоюзной коммунистической партии (б). Стенографический отчёт. М.: Партиздат. 1934.".